# 宮城泰年
宮城 泰年（みやぎ たいねん、1931年12月28日 - ）は、日本の修験道（本山修験宗）の僧侶。大僧正、聖護院門主、龍谷大学客員教授。

## 略歴
1931年、京都府京都市左京区聖護院内の積善院に生まれる。龍谷大学文学部国文学科を卒業後、新聞社に勤務。
その後、聖護院に帰山。庶務部長、宗務総長、聖護院執事長などを歴任し、その間北爆下の北ベトナムや、ポル・ポト政権崩壊直後のカンボジアなどを取材し、仏教者と親交を深める。2007年、門主に就任。
新聞記者時代の経験を活かし、宗教者の平和活動に取り組む。
京都仏教会常務理事、京都府京都市仏教会事務局長、日本宗教者平和協議会代表委員、宗教者九条の和代表世話人、平和・民主・革新の日本をめざす全国の会代表世話人などを歴任。龍谷大学文学部仏教学科で教鞭をとる。
修験道に関する研究も多く、修験道場である大峰山などのいわゆる女人禁制については必ずしも固持せず、独自の見解を持つ。

## 著作
- 『山伏の呪力と修験力「動じない心」』講談社、2012、ISBN 978-4062180337

### 監修
- 『山伏入門 - 人はなぜ修験に向かうのか?』 淡交社、2006年、ISBN 978-4473021076

## 論文・著書・対談
- CiNii 宮城泰年